# 천전대현로
천전대현로(Cheonjeondaehyeon-ro)는 울산광역시 울주군 두동면 중심부를 연결하는 도로이다.

## 노선 경로
- 천전삼거리 - 반구대로 (국도 제35호선)
- 삼거리 명칭 미상 - 서하천전로

## 같이 보기
- 구량천